# Ioan Ier Despot-Vodă

Ioan Ier Despot-Vodă (Samos 1511- Suceava 15 novembre 1563) fut prince de Moldavie de 1561 à 1563. En principauté de Moldavie la monarchie était élective, comme en Pologne, Principauté de Transylvanie et Valachie voisines, et le prince (voïvode, hospodar ou domnitor selon les époques et les sources) était élu par les boyards : pour être nommé, régner et se maintenir, il s'appuyait fréquemment sur les puissances voisines, habsbourgeoise, polonaise ou ottomane.

## Biographie

### Origine
De son véritable nom « Jacob Vassilikos », il est le fils d'un marchand affréteur de navires et naît à Samos vers 1526.
Son père le fait entrer au service d'un archonte grec, Ioannès Herakleidès, qui prétendait appartenir à la famille des Héraclides et se parait des titres de « Despote de Samos, Paros et autres îles de la mer Égée ». Ce personnage prend soin de l'éducation du jeune Jacob et le fait instruire par Ioannès Lascaris, petit-fils du grammairien Constantin Lascaris, qui lui enseigne les belles-lettres. Le jeune Jacob poursuit ses études en Italie.

### Aventurier
Jacob désormais « Herakleidès » entre à la tête d'une troupe de mercenaires grecs au service de Charles Quint qui lui reconnaît tous le titres dont il se pare. En 1533 lorsqu'une escadre impériale s'empare de Coron dans le Péloponnèse, Jacob prend part à l'expédition. Après l'évacuation, l'armée espagnole est dirigée vers les Pays-Bas où son bienfaiteur Ioannès Herakleidès finit par l'adopter sur son lit de mort.
L'aventurier, muni de documents au nom d'Ioannès Herakleidès, finit par se faire passer pour son fils et prend le commandement des mercenaires grecs et albanais. C'est à cette époque qu'il se fait établir une généalogie fabuleuse qui le fait descendre d'Hercule. En 1553/1554 Jacob Herakleidès combat contre la France où il participe à la prise et à la destruction de Thérouanne et de Hesdin. Il se distingue lors de la bataille de Renty.
En 1555 il est de retour dans les Pays-Bas d'où il adresse une lettre à Melanchton dans laquelle il apparaît qu'il est devenu protestant (d'origine romaniote, sa famille était orthodoxe). En 1556 il se rend en Saxe à Wittenberg qu'il quitte à la fin de l'année pour se rendre à Lübeck, au Danemark, en Suède, en Prusse et enfin en Pologne. Sur recommandation de l'électeur de Brandebourg il entre en relation avec Nicolas IV Radziwill, Grand chancelier de Lituanie et comte palatin de Wilno qui était le chef du parti réformé du royaume. Il gagne sa confiance et son appui pour son projet de s'emparer du trône de Moldavie.

### Prétendant
Invoquant une parenté imaginaire avec la princesse Ruxandra, épouse d'Alexandru IV Lăpușneanu, Jacob Herakleidès est introduit à la cour du prince de Moldavie en 1557. Il noue des relations avec des boyards et affiche sa compassion pour le peuple. Ces menées sont rapportées au prince qui envisage de faire empoisonner cet hôte encombrant. Jacob passe alors dans la principauté de Transylvanie et se réfugie à Brașov en 1558. Il en est expulsé à la demande d'Alexandru IV Lăpușneanu et se rend en Autriche auprès de Maximilien, fils de l'empereur Ferdinand Ier du Saint-Empire. 
En 1560, avec l'appui d'un parti de cosaques, il fait une première tentative infructueuse en Moldavie. Il réussit à obtenir un subside de l'empereur et, avec l'aide des cosaques de Dimitri Wiśniowiecki, il bat à Verbia le 10 novembre 1561 le prince moldave Alexandru IV Lăpușneanu qui s'enfuit à Constantinople.

### Prince de Moldavie
Jacob Herakleidès redevient alors orthodoxe et se fait aussitôt proclamer prince de Moldavie par la métropolite Grigorie II de la Neamț, sous le nom pompeux de « Johannes Jacobus Heraclides Basilicus Despota insularum Phari Sami et Doridi verus haeres et dominus regni Moldaviae atque palatinus finium Terrae Transalpinensis, vindex libertatis patriae »... Sur ses monnaies, il se nomme plus sobrement « Johannes waivoda patronus Moldaviae ».  
Il distribue les grandes charges de la principauté à ceux qui l'avaient appuyé dans son entreprise et nomme hetman (général en chef) un certain Thomas Barnowski qui sera le grand-père du prince Miron Barnovschi. Il élève des hommes issus du rang : Motoc à la dignité de vornic (premier ministre) et Stroe à celle de logothète (échanson princier, avec rôle d'ambassadeur).
La Principauté de Moldavie étant vassale de l'Empire ottoman, il envoie ensuite au début de 1562 une ambassade à la « Sublime Porte » mais, pour être reconnu, il doit augmenter le tribut annuel versé aux Turcs de 12 000 à 20 000 ducats. Même redevenu orthodoxe, il favorise l'implantation de la Réforme et fonde en 1562 à Cotnari une école humaniste destinée aux jeunes gens du pays. Il souhaitait en confier la direction à Gaspar Peucer, gendre de Melanchton, mais Peucer ne se montra pas enthousiaste et l'école fut dirigée par le lettré transylvain Iohann Sommer, un Saxon. L'établissement ne survivra pas à la chute du prince. Cette tentative pour introduire le protestantisme en Moldavie constitue un des deux seuls exemples où cette confession put s'implanter dans le monde orthodoxe, l'autre étant la Principauté de Transylvanie où catholicisme, orthodoxie et réforme coexistèrent... et coexistent toujours. 
Mais Jacob est atteint de mégalomanie, devient arbitraire et cruel, et s'aliène ses partisans. Abandonné par les boyards et par l'hetman Tomșa qui se proclame prince, par ses soldats et attaqué par son ancien allié Dimitri Wiśniowiecki, rejeté par le peuple, il est renversé par une insurrection populaire. Capturé, il est livré à Ștefan VII Tomșa et exécuté à Suceava le 6 novembre 1563.

### Union et postérité
Il aurait épousé une fille illégitime de nom inconnu du prince Mircea V Ciobanul.
Ioan Ier avait par ailleurs adopté un certain Démètre qu'il voulait établir sur le trône de Valachie. Après sa chute, Démètre, mutilé sur ordre de Ștefan VII Tomșa est laissé en vie sous la garde d'un boyard qui le livre à Alexandru IV Lăpușneanu : ce dernier l'envoie à Petru Ier cel Tânăr et à sa mère Chiajna — sœur de Ruxandra son épouse — qui le font mettre à mort dans les tortures.